# Deinodrilus benhami
Deinodrilus benhami är en ringmaskart som beskrevs av Frank Evers Beddard 1889. Deinodrilus benhami ingår i släktet Deinodrilus och familjen Acanthodrilidae. Inga underarter finns listade i Catalogue of Life.